# Таджик Телеком Курган-Тюбе (футбольний клуб)
Таджик Телеком Курган-Тюбе — таджицький професіональний футбольний клуб з міста Курган-Тюбе.

## Історія
Футбольний клуб «Таджик Телеком» було засновано в 1999 році в місті Курган-Тюбе. В 2006—2008 роках команда виступала у Вищій лізі чемпіонату Таджикистану. Найкращим результатом клубу було 4-те місце, яке команда посіла в сезоні 2007 році у Вищій лізі.

## Статистика виступів у національних турнірах
| Сезон | Ліга | Ліга | Ліга | Ліга | Ліга | Ліга | Ліга | Ліга | Ліга | Кубок Таджикистану | Бомбардир      | Бомбардир | Тренер |
| Сезон | Див. | Міс. | Іг.  | В    | Н    | П    | ЗМ   | ПМ   | О    | Кубок Таджикистану | Ім'я           | В лізі    | Тренер |
| ----- | ---- | ---- | ---- | ---- | ---- | ---- | ---- | ---- | ---- | ------------------ | -------------- | --------- | ------ |
| 2006  | 1-ий | 6-те | 22   | 11   | 2    | 9    | 41   | 38   | 35   | 1/4                | Фозіл Сатторов | 20        |        |
| 2007  | 1-ий | 4-те | 20   | 11   | 4    | 5    | 44   | 23   | 37   | 1/4                |                |           |        |
| 2008  | 1-ий | 7-ме | 40   | 18   | 2    | 20   | 67   | 68   | 56   | 1/8                |                |           |        |